# Adenoncos sumatrana
Adenoncos sumatrana är en orkidéart som beskrevs av Johannes Jacobus Smith. Adenoncos sumatrana ingår i släktet Adenoncos och familjen orkidéer. Inga underarter finns listade i Catalogue of Life.